# Halichoeres inornatus
Halichoeres inornatus (Gilbert, 1890) è un pesce di acqua salata appartenente alla famiglia Labridae.

## Distribuzione e habitat
È una specie tropicale che proviene dal sud-est dell'oceano Pacifico. È stata localizzata da Isole Galápagos e Costa Rica fino al Messico in acque piuttosto profonde, fino a 115 m di profondità.

## Descrizione
Presenta un corpo leggermente compresso lateralmente e abbastanza allungato. I maschi adulti hanno spesso dimensioni intorno ai 13-16 cm. Presenta una coppia di denti sporgenti su mascella e mandibola, più distanziati nella seconda.
Gli esemplari femminili sono rosati con sfumature giallastre e non presentano aree scure sulle pinne. La colorazione dei maschi adulti è prevalentemente rosa acceso, con striature azzurre-blu molto visibili, presenti anche sulle pinne. Il ventre è più chiaro. La pinna dorsale è bassa e lunga, nera e gialla striata di azzurro; nero è anche il bordo della pinna caudale, che ha il margine arrotondato.

## Biologia
Questa specie è stata osservata solo raramente, quindi la sua biologia non è nota.

## Tassonomia
Inizialmente descritto come Pseudojulis inornatus da Charles Henry Gilbert nel 1890, nel 2013 è stato classificato nel genere monospecifico Sagittalarva Victor, 2013, il cui nome si riferisce alle larve molto allungate e quindi simili a dardi; successivamente è stato inserito nel genere Halichoeres. Già nel 2001, esemplari giovani di H. inornatus, scambiati per una specie nuova, erano stati classificati in questo genere con il nome Halichoeres raisneri.